# Entero postal

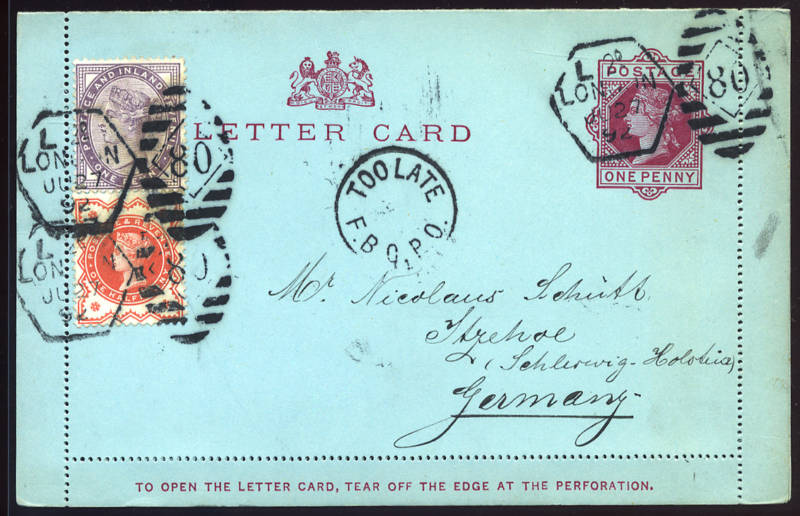
Tarjeta-carta del Reino Unido de 1892 con un sello impreso.

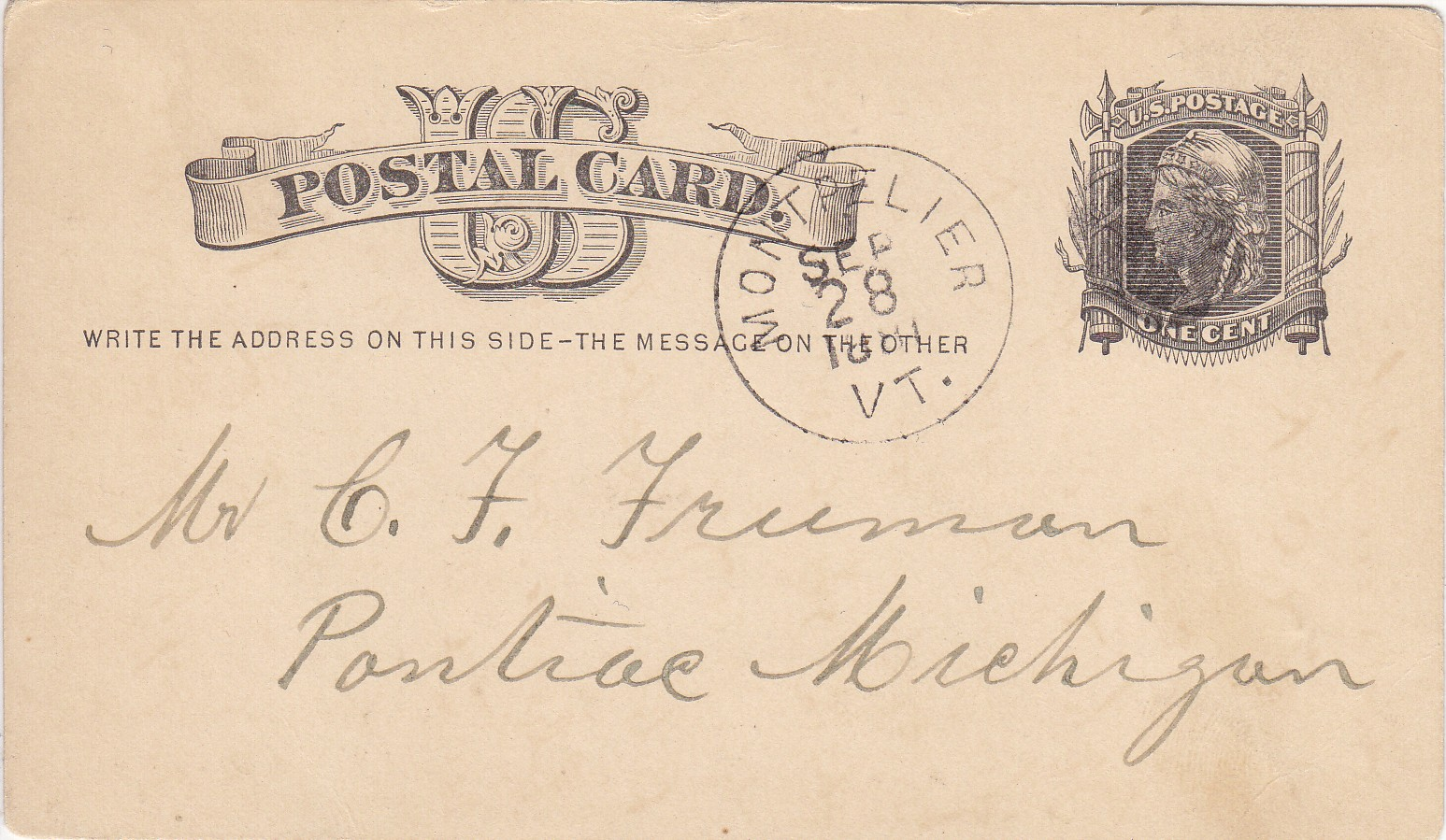
Tarjeta postal de Estados Unidos de 1881, con un sello impreso.

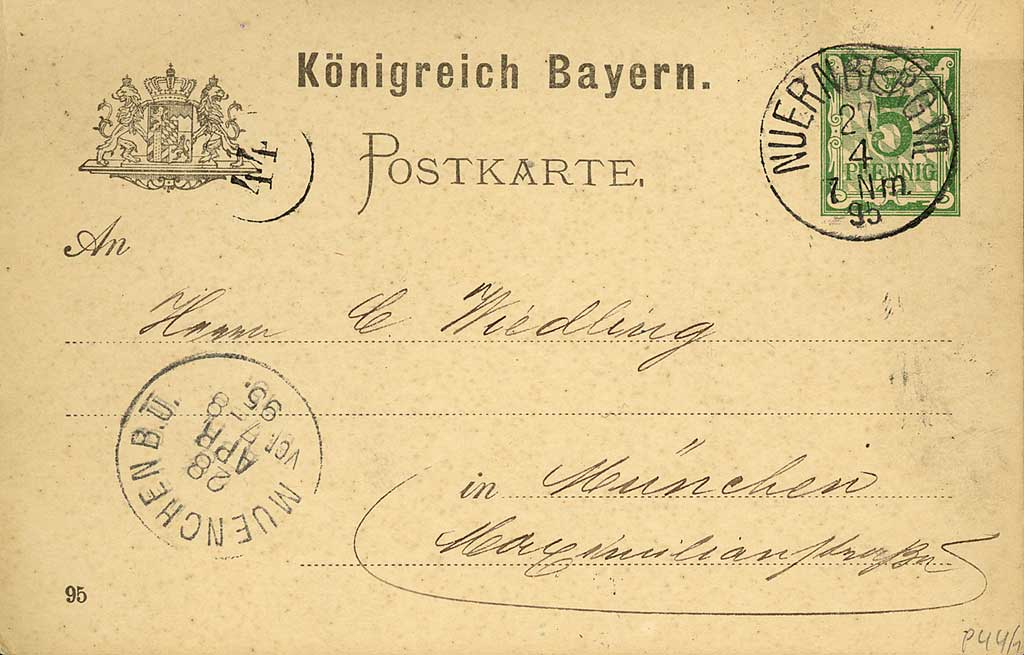
Tarjeta postal bávara de 1895, con un sello impreso.

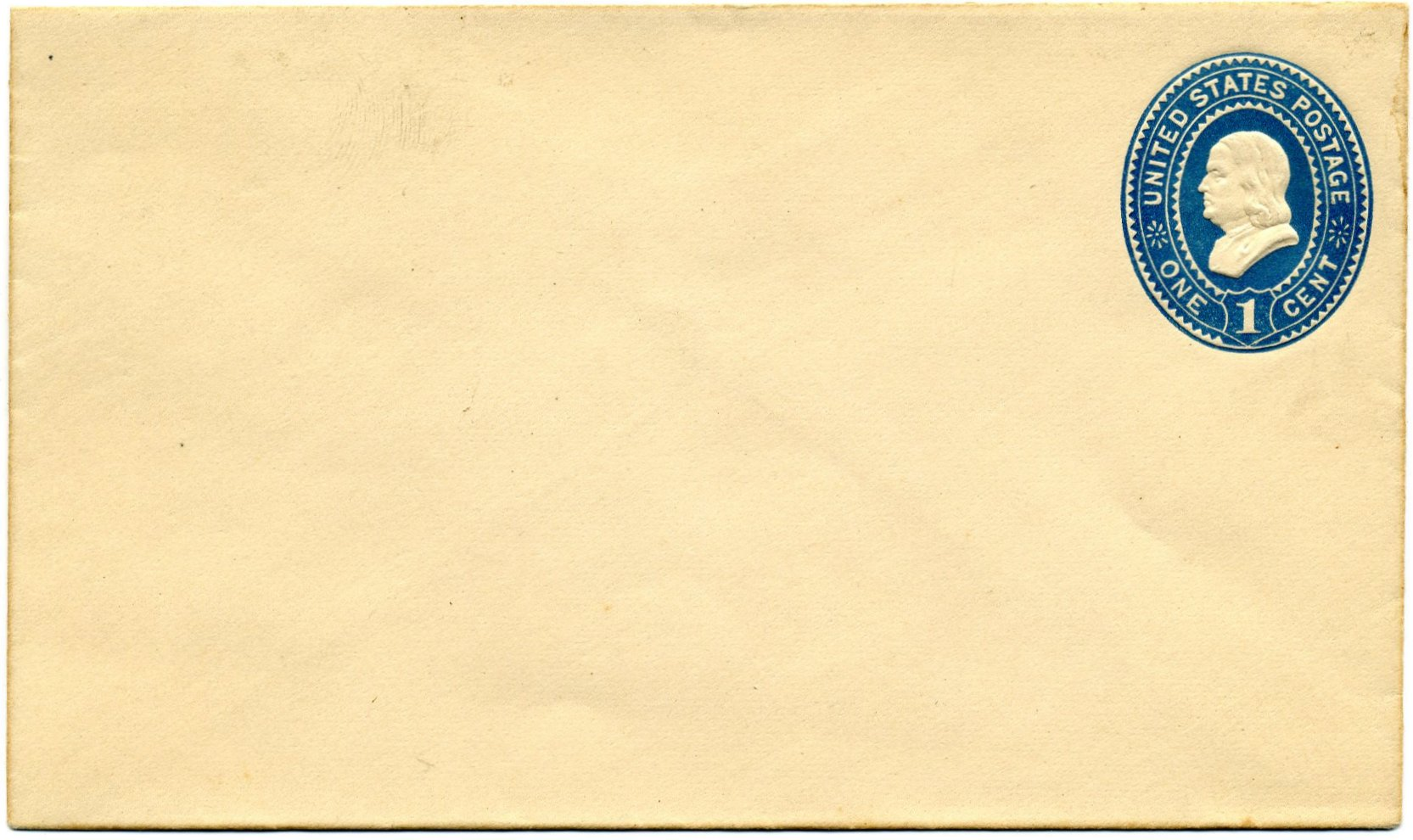
Sobre estampado de Estados Unidos de 1876.

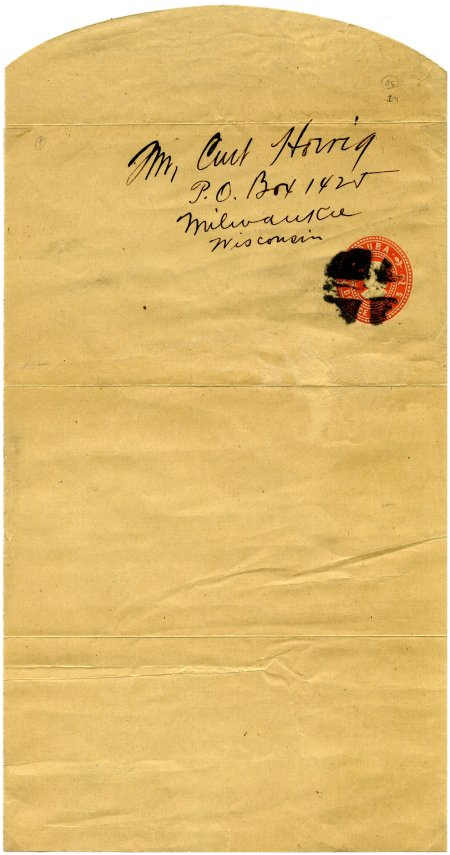
Sobre impreso en Estados Unidos durante la ocupación de Cuba, 1899.

Un entero postal es un artículo de papelería, como un sobre prefranqueado, una hoja de carta, una tarjetas postales, una tarjeta carta, un aerograma o una envoltura, que lleva impresa una estampilla o inscripción impresa que indica que se ha pagado por adelantado una tarifa postal específica o un servicio relacionado. Sin embargo, no incluye ninguna tarjeta postal sin un sello preimpreso, y es diferente del franqueo pagado para tarjetas preimpresas emitidas por empresas. En general, el entero postal se maneja de manera similar a los sellos de correos; se vende en las oficinas de correos ya sea al valor nominal del franqueo impreso o, más probablemente, con un recargo para cubrir el costo adicional del entero. Puede tomar la forma de una emisión de correo oficial producida solo para el uso de los departamentos gubernamentales.

## Historia
El entero postal se ha utilizado al menos desde 1608, con cartas plegadas que llevan el escudo de armas de Venecia. Otros ejemplos tempranos incluyen los sellos de periódicos británicos, emitidos por primera vez en 1712, las hojas de carta de 25 céntimos emitidas en 1790 por el gobierno de Luxemburgo, y el entero postal australiano, anterior a emisiones más conocidas, como el entero británico Mulready, introducido en 1840.
La primera forma moderna de entero postal fue el sobre sellado creado por el Reino Unido alrededor de 1841. Otros países siguieron rápidamente el ejemplo, incluido Estados Unidos, que lanzó la serie Nesbitt de sobres sellados en 1853. Una variación del sobre sellado, un sobre registrado, ha sido ampliamente utilizado en Gran Bretaña y la Mancomunidad Británica. Aunque ninguno se ha emitido en los Estados Unidos debido a las diferencias en los procedimientos de registro de correo. Otra forma de sobres sellados son los envoltorios, un tipo de sobre entero postal que se puede usar para pagar por adelantado el costo de envío de un periódico o publicación periódica. Los envoltorios fueron introducidos por primera vez en 1961 por Estados Unidos, a los que siguieron otros 110 países en total. Aunque todos los países dejaron de producirlos debido a la disminución de las ventas. Chipre fue el último país en dejar de usarlo en 1991.
La siguiente innovación en enteros postales llegó en 1869 con la introducción de la tarjeta postal en Austria-Hungría. Las tarjetas postales son un tipo de cartulina que contiene un sello o indicio impreso. Se popularizaron rápidamente gracias a su uniformidad y menor volumen que las cartas tradicionales. Tanto es así que Gran Bretaña, Finlandia, Suiza y Wurtemberg ya emitían tarjetas postales para 1871. A ellos les siguió Estados Unidos en 1873.

## Coleccionismo
La mayoría de los enteros postales se coleccionan enteros, es decir, la tarjeta, pliego o sobre completo. En el siglo XIX, era común coleccionar «cuadrados cortados», lo que implicaba recortar las marcas en relieve o preimpresas de los enteros, lo cual destruía el sobre. Como resultado, a partir de un cuadrado cortado no se puede determinar de qué sobre específico proviene ni, a menudo, la información del matasellos. La forma en que se corta el sobre franqueado (definido por el término «cuchillo») no se puede determinar a partir de un cuadrado cortado. Por lo tanto, la mayoría de los coleccionistas prefieren los enteros a los cuadrados cortados.
Muchos catálogos filatélicos por país incluyen enteros postales, y existen libros dedicados a ellos. La principal obra enciclopédica actual, aunque ya obsoleta, es el Higgins & Gage World Postal Stationery Catalog, de diecinueve volúmenes.